# Rainer Zobel
Rainer Zobel (n. 3 noiembrie 1948, Wrestedt) este un antrenor de fotbal și fost fotbalist german.

## Palmares
Jucător
- Cupa Campionilor Europeni: 1974, 1975, 1976
- Cupa Intercontinentală: 1976
- Bundesliga: 1972, 1973, 1974

Vicecampion: 1971
- DFB-Pokal: 1971